# 国道202号
国道202号（こくどう202ごう）は、福岡県福岡市博多区から、佐賀県唐津市、長崎県佐世保市を経由し、長崎市に至る一般国道である。

## 概要
佐世保市の田の浦町交差点では終点長崎市方面からの右折禁止となっているため、終点（長崎）→起点（福岡）方向への完走は、折返しのため他の道路を間に挟まないと不可能となっている。

### 路線データ
一般国道の路線を指定する政令に基づく起終点および重要な経過地は次のとおり。
- 起点：福岡市（博多区、堅粕1丁目交差点 = 国道3号交点、福岡県道510号博多停車場東本町線・福岡県道550号浜新建堅粕線終点）
- 終点：長崎市（江戸町交差点 = 国道34号・国道57号終点、国道206号・国道251号・国道324号起点）
- 重要な経過地：佐賀県東松浦郡浜玉町[注釈 2]、唐津市、伊万里市、同県西松浦郡西有田町[注釈 3]、佐世保市、長崎県西彼杵郡西彼町[注釈 4]、同郡大瀬戸町[注釈 4]
- 総延長 : 246.1 km（福岡県 44.5 km、福岡市 38.5 km、佐賀県 46.9 km、長崎県 116.2 km）重用延長を含む[2][注釈 5]
- 重用延長 : 0.9 km（福岡県 - km、福岡市 - km、佐賀県 0.9 km、長崎県 - km）[2][注釈 5]
- 未供用延長 : なし[2][注釈 5]
- 実延長 : 245.2 km（福岡県 44.5 km、福岡市 38.5 km、佐賀県 46.0 km、長崎県 116.2 km）[2][注釈 5]
  - 現道 : 193.6 km（福岡県 25.2 km、福岡市 18.9 km、佐賀県 43.9 km、長崎県 105.6 km）[2][注釈 5]
  - 旧道 : 7.9 km（福岡県 - km、福岡市 - km、佐賀県 - km、長崎県 7.9 km）[2][注釈 5]
  - 新道 : 43.6 km（福岡県 19.2 km、福岡市 19.6 km、佐賀県 2.1 km、長崎県 2.7 km）[2][注釈 5]
- 指定区間：福岡市博多区堅粕1丁目67番 - 佐世保市田の浦町5番12（堅粕1丁目交差点（起点） - 田の浦町交差点）[3]

## 歴史
現行の道路法（昭和27年法律第180号）に基づく二級国道として1953年（昭和28年）に初回指定された路線のひとつである。国道指定当初は福岡有田線として福岡市から佐賀県までの路線であったが、1970年（昭和45年）に佐賀県から佐世保市まで国道35号の重用区間を経て長崎市まで延伸し、現在に至る。

### 年表
- 1953年（昭和28年）5月18日 - 二級国道202号福岡有田線（福岡市 - 佐賀県西松浦郡曲川村[注釈 6]）として指定施行[4]。
- 1965年（昭和40年）4月1日 - 道路法改正により一級・二級区分が廃止されて一般国道202号（福岡市 - 佐賀県西松浦郡西有田村[注釈 7]）として指定施行[1]。
- 1970年（昭和45年）4月1日 - 終点側を延伸し、一般国道202号（福岡市 - 長崎市）として指定施行[5]。
- 2025年（令和7年）6月10日 - 福岡市中央区警固 ~ 同市同区中央児童館前 間において、道路陥没のため通行止。[6]

## 路線状況
福岡市
起点は博多区堅粕1丁目交差点。ほぼ西南西方向に延びる。緑橋で御笠川を越え、祇園町交差点で国体道路に入り、中洲地区の南新地を進み、春吉橋で那珂川を越える。
中央区天神地区の渡辺通4丁目交差点を進み、警固交差点を経て、赤坂3丁目交差点に至る。警固交差点から赤坂3丁目交差点までの区間は、両側にケヤキ並木が連なり、「けやき通り」の愛称で知られる。
赤坂3丁目交差点で国体道路を抜け、沿線に福岡縣護國神社、六本松421や福岡高裁・地裁・家裁・簡裁ビル（九州大学六本松キャンパス跡地）を見ながら、別府橋で樋井川を越え城南区に入り、中村学園大学を通り過ぎ、荒江交差点で国道263号と交差し早良区に入るとすると早良区原地区から西区福重地区まで続くロードサイド店舗街を進む。
小田部大橋で室見川を越え西区に入り、拾六町交差点からは西九州自動車道の下を通る。今宿大塚交差点で右折すると旧道、直進するとバイパスである。旧道は右折して北上し、陸橋でJR九州筑肥線を越えつつ約1 kmほど進み、今宿交差点で左折し西進する。今宿交差点以西は、国道指定を解除された今宿交差点以東の福岡市道千代今宿線のとともに「唐津街道」と呼ばれる。唐津街道・バイパスともに周船寺地区を抜けると糸島市である。
糸島市
唐津街道・バイパスとも、前原地域・二丈地域を通り、県境を越えて唐津市に入る。
唐津街道の前原地域では糸島市の中心部を通過するため交通量が多く、流れが悪い場所が多い。二丈地域の中心市街地から西はほぼ玄界灘沿いに延びており、海岸線に沿っているためやや急なカーブもある。
バイパスは西九州自動車道の側道となる。側道部分は前原東暫定出入口までつながるが、前原地域に未整備の区間がある。二丈地域では旧道よりやや南側の山間部に建設されている。バイパスを西進すると二丈浜玉道路となる。
唐津市
糸島市を抜けて浜玉地区に入る。旧道側は玉島川の河口に架かる玉島橋を渡り、浜玉町浜交差点までとなる。同交差点から直進すると旧国道202号の佐賀県道347号虹の松原線に入り、虹の松原や唐津城に通じる。その近くに二丈浜玉道路の終点もある。
二丈浜玉道路から直進すると唐津バイパスで、4車線になる。松浦川を渡り唐津市瀬田原交差点で左折し南西に向きを変え、ここから国道203号との重複区間に入る。
唐津線と松浦川に並行して進み、川原橋交差点で再び国道203号と分岐する。川原橋から北波多地区に入り、同地区の中心部を通り、唐津・伊万里市境の山間部を通過する。かつて同区間は山の斜面に沿って蛇行するルートであり、事故や土砂崩れにより通行止めになることもあったため、志気トンネルを含むバイパス道路が建設された。
伊万里市
中心市街地までは山間部を通過する。途中に道の駅伊万里がある。中心市街地はバイパスの4車線。バイパス終点の二里大橋交差点は交通渋滞が発生しやすい。二里大橋交差点を左折し、松浦鉄道と並行して南下し、有田町に入る。
西松浦郡有田町
全線2車線。所々に歩道のない未改良区間がある。ほぼ全線で松浦鉄道と並行し、伊万里口交差点で右折すると国道35号との重複区間となる。国道35号との合流までが1970年以前の202号。
佐世保市
佐世保線と並行しながら県境を越えて佐世保市三川内地区に入る。三川内地区を通過して早岐地区に入り、陣の内町交差点を右折し、佐世保線と並行して北西に進み、佐世保市中心部よりやや南側の田の浦町交差点で左折して国道35号と分岐し、田子の浦交差点へと至る。田子の浦交差点を右折し、早岐瀬戸を渡る。なお、陣の内町交差点と田子の浦交差点の間は国道202号では大幅な遠回りであり、陣の内町交差点を直進して市道を通るのが最短である。田子の浦交差点は朝・夕を中心に混雑しやすい状況であったが、瀬戸中央橋の開通で幾分改善されている。
針尾島を通り、針尾瀬戸に架かる西海橋から国道206号との重複区間となる。西海橋を越えると西彼杵半島北東部の西海市西彼町に入る。
西海市
半島内に入り、旧西彼町の小迎交差点を右折して、半島の東部と通る国道206号と分岐し、半島北部から西部の海岸に近い地域の旧西海町中心部および旧大瀬戸町中心部を通る。沿線に七釜鍾乳洞がある。なお、小迎交差点から宝町交差点までの間の西彼杵半島を通る国道202号だと大幅な遠回りで、佐世保市から長崎市内へは国道206号が最短であるため旧西海町や旧大瀬戸町の交通量は少ない。
以前はほぼ全線が狭隘区間であったが、現在は改善されており全線2車線である。大瀬戸町に雪川橋があり、永らく一部幅員が狭い区間として残っていたが、こちらも新雪川橋の開通により改善された。従来の雪川橋は撤去され、閉鎖されているため通り抜ける事は出来ない。
長崎市
引き続き西彼杵半島西部を通りつつ、西海市大瀬戸町を抜け、旧外海町に入る。神浦地区に神浦港、黒崎地区に道の駅夕陽が丘そとめが沿線にある。外海町を抜け、半島西部から南部の海岸の近くを通り、長崎市中心部に至る。宝町交差点から終点まで再び国道206号と重複する。長崎駅前を経て、終点の江戸町交差点までは長崎市の中心地で、交通量が非常に多い。

### 通称
- 国体道路（福岡県福岡市博多区祇園町交差点 - 同市中央区赤坂3丁目交差点）
  - けやき通り（福岡県福岡市中央区警固交差点 - 同区赤坂3丁目交差点）

福岡市の中心市街地を東西に横切る国道202号の国体道路の一部で、ケヤキ約100本が並木道をつくっている全長約800 mの区間の通称[7]。街路樹景観の良さが評価されて、読売新聞社選定の「新・日本街路樹100景」（1994年）のひとつに選定されている[8]　　　　　　　　　　　　　　　　　　　　　　　　　　　　　　　　　　　　　　　KANの5thアルバム作品『野球選手が夢だった。』に収められた楽曲『けやき通りがいろづく頃』で知られる。
- 別府橋通り（福岡県福岡市中央区赤坂3丁目交差点 - 同市城南区荒江交差点）
- 今宿新道（福岡県福岡市早良区荒江交差点 - 同市西区今宿青木（バイパス青木）交差点）
- 唐津街道
- 平戸街道
- 新浦上街道（長崎県長崎市宝町交差点 - 同市大波止交差点）
- 県庁坂通り（長崎県長崎市大波止交差点 - 同市県庁前交差点）

### 拡幅・バイパス区間

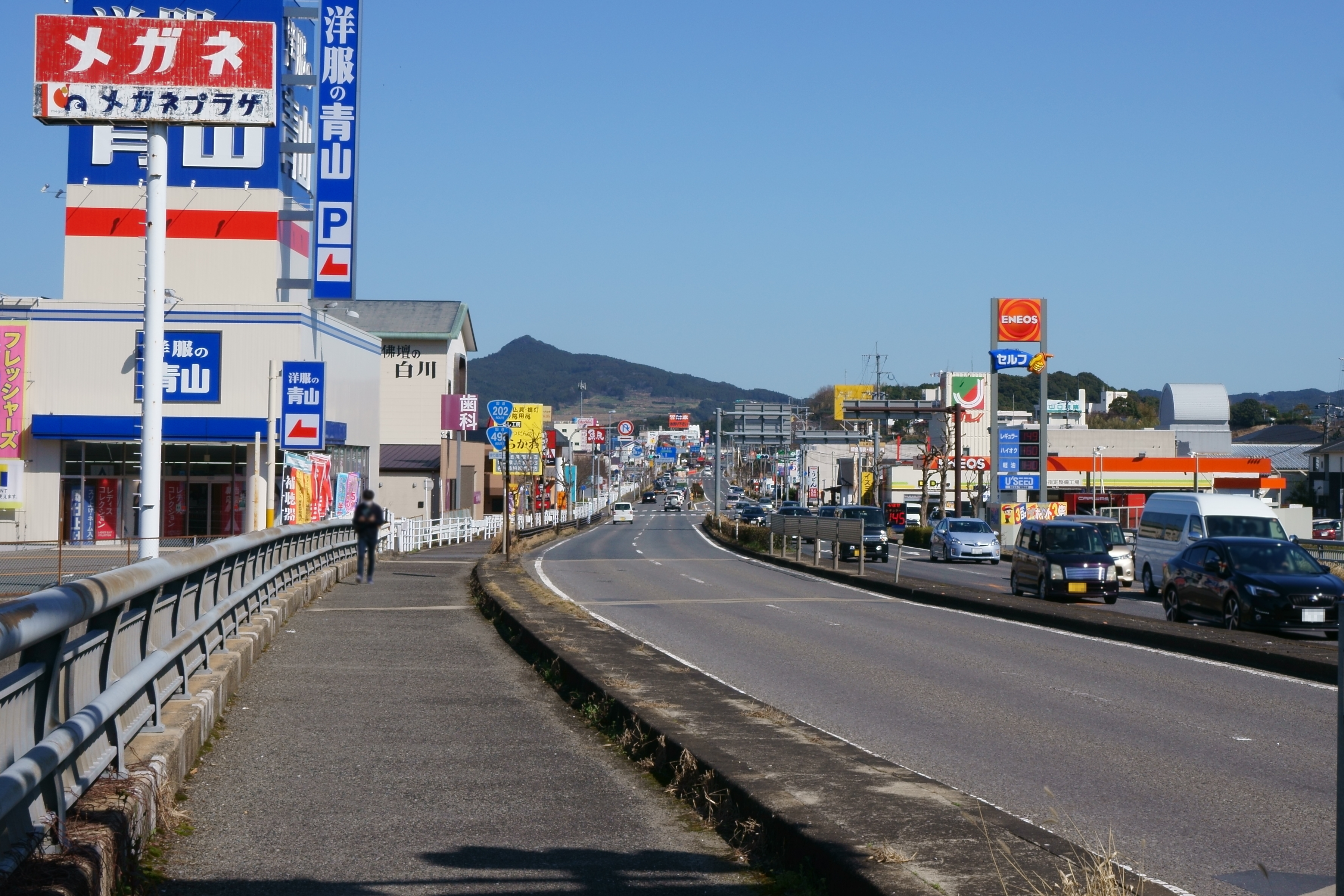
伊万里市国見台交差点から東のバイパス

- 地域高規格道路 西彼杵道路（指方バイパス - 江上バイパス（西海パールライン有料道路））
- 福岡外環状道路：福岡県福岡市博多区立花寺（りゅうげじ）北（国道3号福岡南バイパス交点） - 同市西区福重（国道202号交点）。延長16,200 m。2011年（平成23年）4月29日全通。福岡都市高速道路5号線直下のバイパス。同市西南部地域の環状道路機能を担っている。福岡県道24号福岡東環状線と直結。
- 今宿道路（一般部） - 二丈浜玉道路 福岡市西区拾六町から糸島市二丈を経由し、唐津市浜玉町までのバイパスで、福岡市西区今宿以西は重複経路となっている。今宿道路の自動車専用部は国道497号であるが、一般部は国道202号バイパスである。全線供用されてはいるが、未整備の区間がある。このバイパスに直結する二丈浜玉道路はかつて国道202号バイパスの有料区間であったと同時に、一部区間は西九州自動車道の当面活用区間にも位置づけられている。

※唐津道路は国道497号
- 浦頭拡幅（佐世保市）[9]

#### 現道区間
- 福岡県内
  - 福岡市道千代今宿線（同市博多区千代 - 同市早良区西新 - 同市西区今宿、小戸西交差点までに明治通りの愛称があり）が国道202号の指定から外れる前は、同市中央区赤坂 - 同市城南区荒江 - 同区今宿の区間は「今宿バイパス」などと呼ばれていた。現在「今宿バイパス」という名称は今宿道路の一般部の別名として用いられている。なお、福岡市道千代今宿線が国道202号の指定から外れた後も、同線を起点とする福岡県道が残っている（たとえば、福岡県道558号内野次郎丸弥生線）。
  - 現在は、国道202号福岡外環状道路が同市博多区堅粕 - 同市西区福重の区間に対するバイパスの機能を担っている。
- 佐賀県内
  - 唐津バイパス：かつては虹の松原を通過するルートであったが、唐津バイパスの開通に伴い県道（佐賀県道347号虹の松原線）に格下げされた。
  - 志気トンネル：唐津市と伊万里市の市境における、山間部のバイパス。
  - 伊万里

- 長崎県内
  - 早岐バイパス：国道35号と重複
  - 新西海橋：西海パールライン有料道路の一部
  - 旭大橋

### 重複区間
- 国道203号（佐賀県唐津市和多田西山・瀬田原交差点 - 唐津市養母田・川原橋交差点）
- 国道498号（佐賀県伊万里市大坪町乙・白野北交差点 - 伊万里市二里町大里乙・二里大橋交差点）
- 国道204号（佐賀県伊万里市二里町大里甲・国見台西交差点 - 伊万里市二里町大里乙・二里大橋交差点）
- 国道35号（佐賀県西松浦郡西有田町原明甲・伊万里口交差点 - 長崎県佐世保市田の浦町・田の浦町交差点）
- 国道206号（長崎県佐世保市針尾東町 - 西海市西彼町小迎郷・小迎交差点）
- 国道206号（長崎県長崎市宝町・宝町交差点 - 長崎市万才町・江戸町交差点（終点））

### 道路施設

#### 橋梁
- 福岡県
  - 緑橋（御笠川、福岡市博多区）
  - 中洲新橋（博多川、福岡市博多区）
  - 春吉橋（那珂川、福岡市[10]博多区 - 福岡市中央区）

1961年（昭和36年）開通[11]。老朽化のため2015年（平成27年）度から国土交通省により架け替え工事が行われ[10]、2022年（令和4年）4月10日から新橋が通行可能になった[11]。新橋の橋名板の文字は、福岡市出身で父の名前が橋名と同じであるタモリによって書かれた[10]。

  - 別府橋（樋井川、福岡市中央区 - 福岡市城南区）
  - 新川橋[注釈 8]（七隈川、福岡市城南区）
  - 岸添橋（金屑川、福岡市早良区）
  - 小田部大橋（室見川、福岡市早良区 - 福岡市西区）
  - 池田川橋（瑞梅寺川、糸島市）
- 佐賀県
  - 玉島橋（玉島川、唐津市）
  - 唐津大橋（松浦川、唐津市）
  - 伊万里高架橋（筑肥線、伊万里市）
  - 二里跨線橋（松浦鉄道西九州線、伊万里市）
  - 二里大橋（有田川、伊万里市）
  - 長井手橋（有田川、伊万里市 - 西松浦郡有田町）
  - 柳渡瀬橋（有田川、西松浦郡有田町）
- 長崎県

  - 観潮橋（早岐瀬戸、佐世保市）
  - 西海橋（針尾瀬戸、佐世保市 - 西海市）
  - 新雪川橋（雪浦川、西海市）
  - 新神浦橋（神浦川、長崎市）
  - 稲佐橋（浦上川、長崎市）

#### トンネル
- 佐賀県
  - 志気トンネル：延長397 m、2008年（平成20年）竣工、唐津市
- 長崎県
  - 板浦トンネル：延長821 m、1981年（昭和56年）竣工、西海市
  - 京泊トンネル：延長230 m、1974年（昭和49年）竣工、長崎市
  - 沖平トンネル：延長198 m、1981年（昭和56年）竣工、長崎市
  - 古里トンネル：延長200 m、1981年（昭和56年）竣工、長崎市
  - 蝶ヶ崎トンネル：延長630 m、1990年（平成2年）竣工、長崎市
  - 小江小浦トンネル：延長580 m、1985年（昭和60年）竣工、長崎市
  - 飽ノ浦トンネル：延長1,559 m、1999年（平成11年）竣工、長崎市

#### 道の駅
- 佐賀県
  - 伊万里 （伊万里市）
- 長崎県
  - 夕陽が丘そとめ（長崎市）

## 地理

### 通過する自治体
- 福岡県
  - 福岡市（博多区 - 中央区 - 城南区 - 早良区 - 西区） - 糸島市
- 佐賀県
  - 唐津市 - 伊万里市 - 西松浦郡有田町
- 長崎県
  - 佐世保市 - 西海市 - 長崎市

### 交差する道路
福岡外環状道路、今宿道路のバイパス区間を除く。両区間内についてはそれぞれの項目を参照。
| 交差する道路                                                                   | 都道府県名 | 市町村名 | 市町村名 | 交差する場所           | 交差する場所           |
| ------------------------------------------------------------------------------ | ---------- | -------- | -------- | ---------------------- | ---------------------- |
| 国道3号 福岡県道510号博多停車場東本町線 重複区間起点 福岡県道550号浜新建堅粕線 | 福岡県     | 福岡市   | 博多区   | 堅粕1丁目              | 堅粕1丁目交差点 / 起点 |
| 福岡県道43号博多停車場線 福岡県道510号博多停車場東本町線 重複区間終点          | 福岡県     | 福岡市   | 博多区   | 御供所町               | 祇園町交差点           |
| 福岡県道553号東光寺竹下春吉線                                                  | 福岡県     | 福岡市   | 中央区   | 春吉3丁目              | 春吉交差点             |
| 福岡県道602号後野福岡線 / 渡辺通り                                             | 福岡県     | 福岡市   | 中央区   | 渡辺通4丁目            | 渡辺通4丁目交差点      |
| 福岡県道31号福岡筑紫野線 福岡県道559号原東警固線 重複区間起点                  | 福岡県     | 福岡市   | 中央区   | 警固2丁目              | 警固交差点             |
| 福岡県道557号東油山唐人線                                                      | 福岡県     | 福岡市   | 中央区   | 六本松4丁目            | 別府橋交差点           |
| 国道263号                                                                      | 福岡県     | 福岡市   | 城南区   | 荒江1丁目              | 荒江交差点             |
| 国道263号                                                                      | 福岡県     | 福岡市   | 早良区   | 荒江2丁目              | 荒江交差点             |
| 福岡県道558号内野次郎丸弥生線 福岡県道559号原東警固線 重複区間終点             | 福岡県     | 福岡市   | 早良区   | 原6丁目                | 原交差点               |
| 福岡県道560号都地姪浜線 / 現道                                                 | 福岡県     | 福岡市   | 西区     | 福重1丁目              | 福重交差点             |
| 国道202号 / 福岡外環状道路 福岡県道560号都地姪浜線 / バイパス                  | 福岡県     | 福岡市   | 西区     | 福重2丁目              | 外環西口交差点         |
| 福岡県道561号周船寺有田線 重複区間起点                                         | 福岡県     | 福岡市   | 西区     | 今宿町                 | 今宿谷交差点           |
| 国道202号 / 今宿バイパス 福岡県道561号周船寺有田線 重複区間終点                | 福岡県     | 福岡市   | 西区     | 今宿町                 | 今宿大塚交差点         |
| 福岡県道54号福岡志摩前原線                                                     | 福岡県     | 福岡市   | 西区     | 今宿2丁目              | 今宿交差点             |
| 福岡県道561号周船寺有田線 福岡県道566号大原周船寺停車場線 重複区間起点         | 福岡県     | 福岡市   | 西区     | 周船寺2丁目            | 周船寺交差点           |
| 福岡県道56号福岡早良大野城線 福岡県道566号大原周船寺停車場線 重複区間終点      | 福岡県     | 福岡市   | 西区     | 周船寺1丁目            | 周船寺西交差点         |
| 福岡県道563号瑞梅寺池田線 福岡県道570号津和崎潤線                              | 福岡県     | 糸島市   | 糸島市   | 波多江駅北4丁目        | 産の宮交差点           |
| 福岡県道564号雷山前原線                                                        | 福岡県     | 糸島市   | 糸島市   | 前原東2丁目            | 伊都文化会館前交差点   |
| 福岡県道507号宮ノ浦前原線                                                      | 福岡県     | 糸島市   | 糸島市   | 前原中央2丁目          | 前原郵便局前交差点     |
| 福岡県道54号福岡志摩前原線 福岡県道522号筑前前原停車場線                       | 福岡県     | 糸島市   | 糸島市   | 前原中央3丁目          | 西町交差点             |
| 福岡県道・佐賀県道12号前原富士線                                               | 福岡県     | 糸島市   | 糸島市   | 前原西3丁目            | 糸島農業高校入口交差点 |
| 福岡県道・佐賀県道12号前原富士線                                               | 福岡県     | 糸島市   | 糸島市   | 荻浦3丁目              | 筒井町西交差点         |
| 福岡県道572号波呂神在線                                                        | 福岡県     | 糸島市   | 糸島市   | 神在西2丁目            | 赤坂交差点             |
| 福岡県道571号小富士加布里線                                                    | 福岡県     | 糸島市   | 糸島市   | 加布里4丁目            | 加布里交差点           |
| 福岡県道524号加布里港線                                                        | 福岡県     | 糸島市   | 糸島市   | 加布里6丁目            |                        |
| 福岡県道49号大野城二丈線 重複区間起点                                          | 福岡県     | 糸島市   | 糸島市   | 二丈深江               | 二丈支所入口交差点     |
| 福岡県道49号大野城二丈線 重複区間終点                                          | 福岡県     | 糸島市   | 糸島市   | 二丈深江               | 深江インター入口交差点 |
| 佐賀県道・福岡県道143号藤川二丈線                                              | 福岡県     | 糸島市   | 糸島市   | 二丈吉井               |                        |
| 国道323号 重複区間起点 佐賀県道347号虹の松原線                                 | 佐賀県     | 唐津市   | 唐津市   | 浜玉町浜崎             | 浜玉町浜交差点         |
| 国道323号 重複区間終点                                                         | 佐賀県     | 唐津市   | 唐津市   | 浜玉町渕上             |                        |
| 佐賀県道306号鳥巣浜崎停車場線                                                  | 佐賀県     | 唐津市   | 唐津市   | 浜玉町浜崎             | 浜玉中前交差点         |
| 佐賀県道40号浜玉相知線 重複区間起点                                            | 佐賀県     | 唐津市   | 唐津市   | 浜玉町横田下           | 干居（ひつばる）交差点 |
| 佐賀県道250号鏡山公園線                                                        | 佐賀県     | 唐津市   | 唐津市   | 鏡                     | 赤水交差点             |
| 佐賀県道40号浜玉相知線 重複区間終点                                            | 佐賀県     | 唐津市   | 唐津市   | 鏡                     |                        |
| 国道204号 国道382号                                                            | 佐賀県     | 唐津市   | 唐津市   | 和多田西山             | 唐津市瀬田原交差点     |
| 佐賀県道258号半田鬼塚線                                                        | 佐賀県     | 唐津市   | 唐津市   | 養母田（やぶた）鬼塚   | 鬼塚交差点             |
| 国道203号                                                                      | 佐賀県     | 唐津市   | 唐津市   | 養母田                 | 川原橋交差点           |
| 佐賀県道320号千々賀神田線                                                      | 佐賀県     | 唐津市   | 唐津市   | 千々賀                 | 唐津市千々賀交差点     |
| 佐賀県道50号唐津北波多線 佐賀県道52号山本波多津線重複区間起点                  | 佐賀県     | 唐津市   | 唐津市   | 北波多徳須恵           | 徳須恵上交差点         |
| 佐賀県道52号山本波多津線 重複区間終点                                          | 佐賀県     | 唐津市   | 唐津市   | 北波多行合野           | 行合野交差点           |
| 佐賀県道297号塩屋大曲線                                                        | 佐賀県     | 伊万里市 | 伊万里市 | 南波多町水留（つづみ） | 南波多水留交差点       |
| 佐賀県道32号伊万里畑川内厳木線 重複区間起点                                    | 佐賀県     | 伊万里市 | 伊万里市 | 南波多町小麦原         | 南波多町小麦原交差点   |
| 佐賀県道32号伊万里畑川内厳木線 重複区間終点                                    | 佐賀県     | 伊万里市 | 伊万里市 | 南波多町府招           |                        |
| E35 唐津伊万里道路                                                             | 佐賀県     | 伊万里市 | 伊万里市 | 南波多町府招           | 伊万里東府招IC         |
| 国道498号 重複区間起点                                                         | 佐賀県     | 伊万里市 | 伊万里市 | 大坪町乙               | 白野北交差点           |
| 佐賀県道239号上伊万里停車場線 佐賀県道240号伊万里停車場線                      | 佐賀県     | 伊万里市 | 伊万里市 | 大坪町丙               | 上伊万里交差点         |
| 佐賀県道26号伊万里山内線                                                       | 佐賀県     | 伊万里市 | 伊万里市 | 立花町                 | 六仙寺交差点           |
| 佐賀県道240号伊万里停車場線 佐賀県道344号伊万里有田線                          | 佐賀県     | 伊万里市 | 伊万里市 | 新天町                 | 新田橋交差点           |
| 国道204号 重複区間起点                                                         | 佐賀県     | 伊万里市 | 伊万里市 | 二里町大里甲           | 国見台西交差点         |
| 国道204号 重複区間終点 国道383号 国道498号 重複区間終点                        | 佐賀県     | 伊万里市 | 伊万里市 | 二里町大里乙           | 二里大橋交差点         |
| 佐賀県道241号夫婦石停車場線                                                    | 佐賀県     | 西松浦郡 | 有田町   | 二ノ瀬甲               |                        |
| 佐賀県道281号大木有田線 佐賀県道326号山谷大木線                                | 佐賀県     | 西松浦郡 | 有田町   | 大木宿乙               | 山谷交差点             |
| 佐賀県道・長崎県道108号曲川心野線 佐賀県道298号蔵宿有田線                      | 佐賀県     | 西松浦郡 | 有田町   | 北ノ川内丙             | 北ノ川内交差点         |
| 国道35号 重複区間起点                                                          | 佐賀県     | 西松浦郡 | 有田町   | 原明甲                 | 伊万里口交差点         |
| E35 西九州自動車道 / 武雄佐世保道路                                            | 長崎県     | 佐世保市 | 佐世保市 | 木原町                 | 3 佐世保三川内IC       |
| 長崎県道53号柚木三川内線                                                       | 長崎県     | 佐世保市 | 佐世保市 | 吉福町                 | 横手入口交差点         |
| 長崎県道・佐賀県道1号佐世保嬉野線                                              | 長崎県     | 佐世保市 | 佐世保市 | 三川内本町             | 三河内駅前交差点       |
| 国道35号 / 重複区間終点                                                        | 長崎県     | 佐世保市 | 佐世保市 | 田の浦町               | 田の浦町交差点         |
| 長崎県道222号平瀬佐世保線                                                      | 長崎県     | 佐世保市 | 佐世保市 | 早岐3丁目              | 田子の浦交差点         |
| 国道205号                                                                      | 長崎県     | 佐世保市 | 佐世保市 | 指方町                 | 江上交差点             |
| 長崎県道213号南風崎停車場指方線                                                | 長崎県     | 佐世保市 | 佐世保市 | 指方町                 |                        |
| 国道202号 / 指方バイパス                                                       | 長崎県     | 佐世保市 | 佐世保市 | 指方町                 |                        |
| 長崎県道141号ハウステンボス線                                                  | 長崎県     | 佐世保市 | 佐世保市 | 江上町                 |                        |
| 国道202号 / 指方バイパス 西海パールライン有料道路                              | 長崎県     | 佐世保市 | 佐世保市 | 針尾東町               | 針尾IC                 |
| 国道206号 重複区間起点                                                         | 長崎県     | 佐世保市 | 佐世保市 | 針尾東町               |                        |
| 西海パールライン有料道路                                                       | 長崎県     | 西海市   | 西海市   | 西彼町小迎郷           | 小迎IC                 |
| 国道206号 重複区間終点 長崎県道205号日ノ坂瀬川港線                             | 長崎県     | 西海市   | 西海市   | 西彼町小迎郷           | 小迎交差点             |
| 長崎県道43号西彼太田和港線                                                     | 長崎県     | 西海市   | 西海市   | 西海町川内郷           | 川内交差点             |
| 長崎県道121号面高港線                                                          | 長崎県     | 西海市   | 西海市   | 西海町面高郷           |                        |
| 長崎県道52号大島太田和線                                                       | 長崎県     | 西海市   | 西海市   | 西海町太田和郷         | 大島入口交差点         |
| 長崎県道43号西彼太田和港線                                                     | 長崎県     | 西海市   | 西海市   | 西海町太田和郷         | 古子交差点             |
| 長崎県道122号七釜西彼線                                                        | 長崎県     | 西海市   | 西海市   | 西海町七釜郷           |                        |
| 長崎県道12号大瀬戸西彼線                                                       | 長崎県     | 西海市   | 西海市   | 大瀬戸町瀬戸西浜郷     | 西浜交差点             |
| 長崎県道57号神ノ浦港長浦線                                                     | 長崎県     | 長崎市   | 長崎市   | 神浦夏井町             |                        |
| 長崎県道115号長崎漁港村松線                                                    | 長崎県     | 長崎市   | 長崎市   | 三重町                 | 三重町入口交差点       |
| 長崎県道28号長崎畝刈線                                                         | 長崎県     | 長崎市   | 長崎市   | 畝刈町                 | 畝刈交差点             |
| 長崎県道112号長崎式見港線                                                      | 長崎県     | 長崎市   | 長崎市   | 式見町                 |                        |
| 長崎県道51号長崎南環状線                                                       | 長崎県     | 長崎市   | 長崎市   | 大浜町                 |                        |
| 長崎県道236号神ノ島飽ノ浦線                                                    | 長崎県     | 長崎市   | 長崎市   | 塩浜町                 | 飽の浦交差点           |
| 長崎県道112号長崎式見港線                                                      | 長崎県     | 長崎市   | 長崎市   | 幸町                   |                        |
| 国道206号 重複区間起点                                                         | 長崎県     | 長崎市   | 長崎市   | 宝町                   | 宝町交差点             |
| 国道499号 長崎県道112号長崎式見港線                                            | 長崎県     | 長崎市   | 長崎市   | 元船町                 | 大波止交差点           |
| 国道34号 国道57号 国道206号 重複区間終点 国道251号 国道324号                   | 長崎県     | 長崎市   | 長崎市   | 江戸町                 | 江戸町交差点 / 終点    |

### 交差する鉄道
- 西鉄天神大牟田線
- 筑肥線
- 松浦鉄道西九州線
- 佐世保線
- 長崎本線
- 長崎本線（旧線）
- 西九州新幹線

## ギャラリー

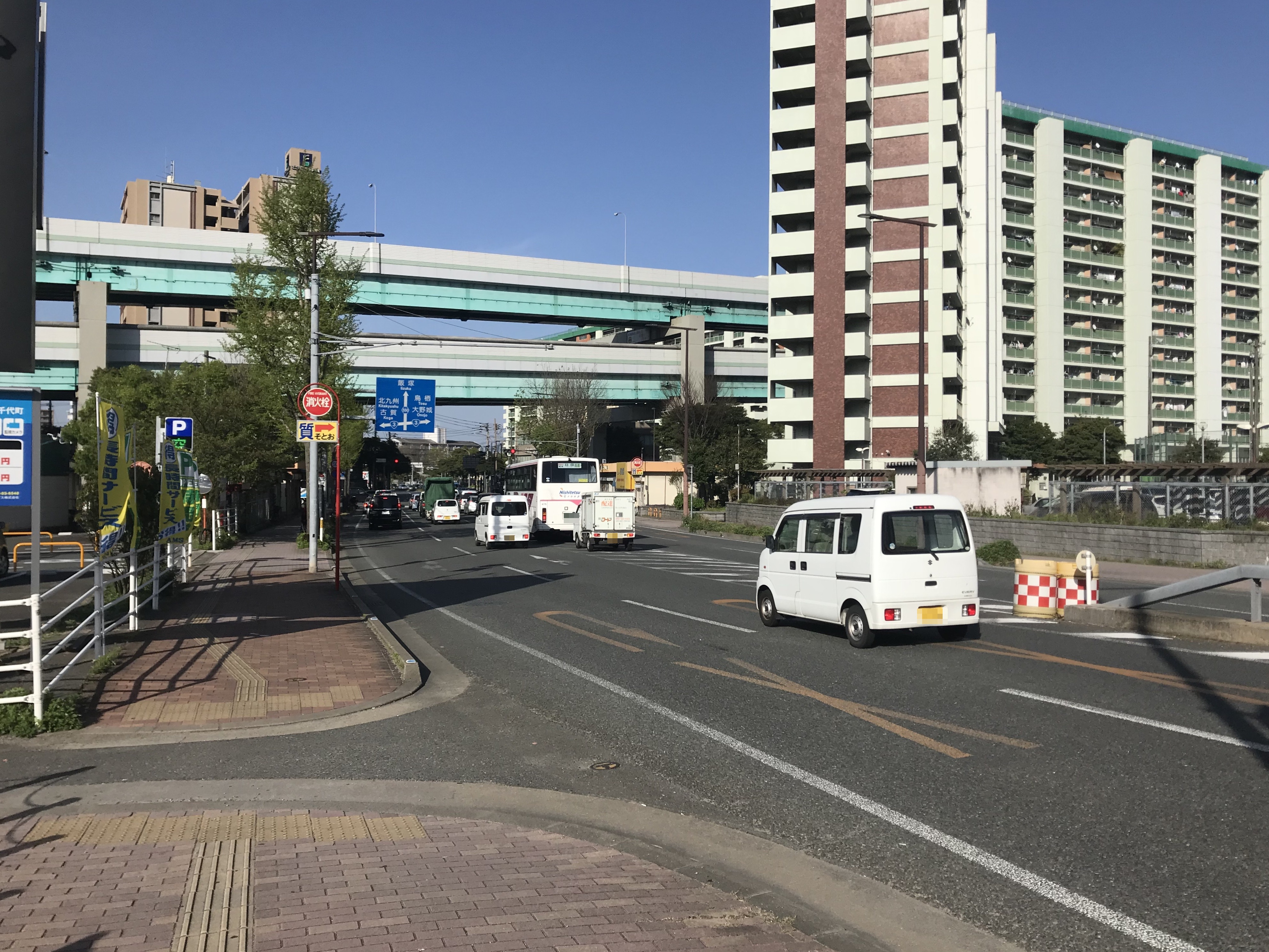
起点手前の緑橋から望む堅粕1丁目方面
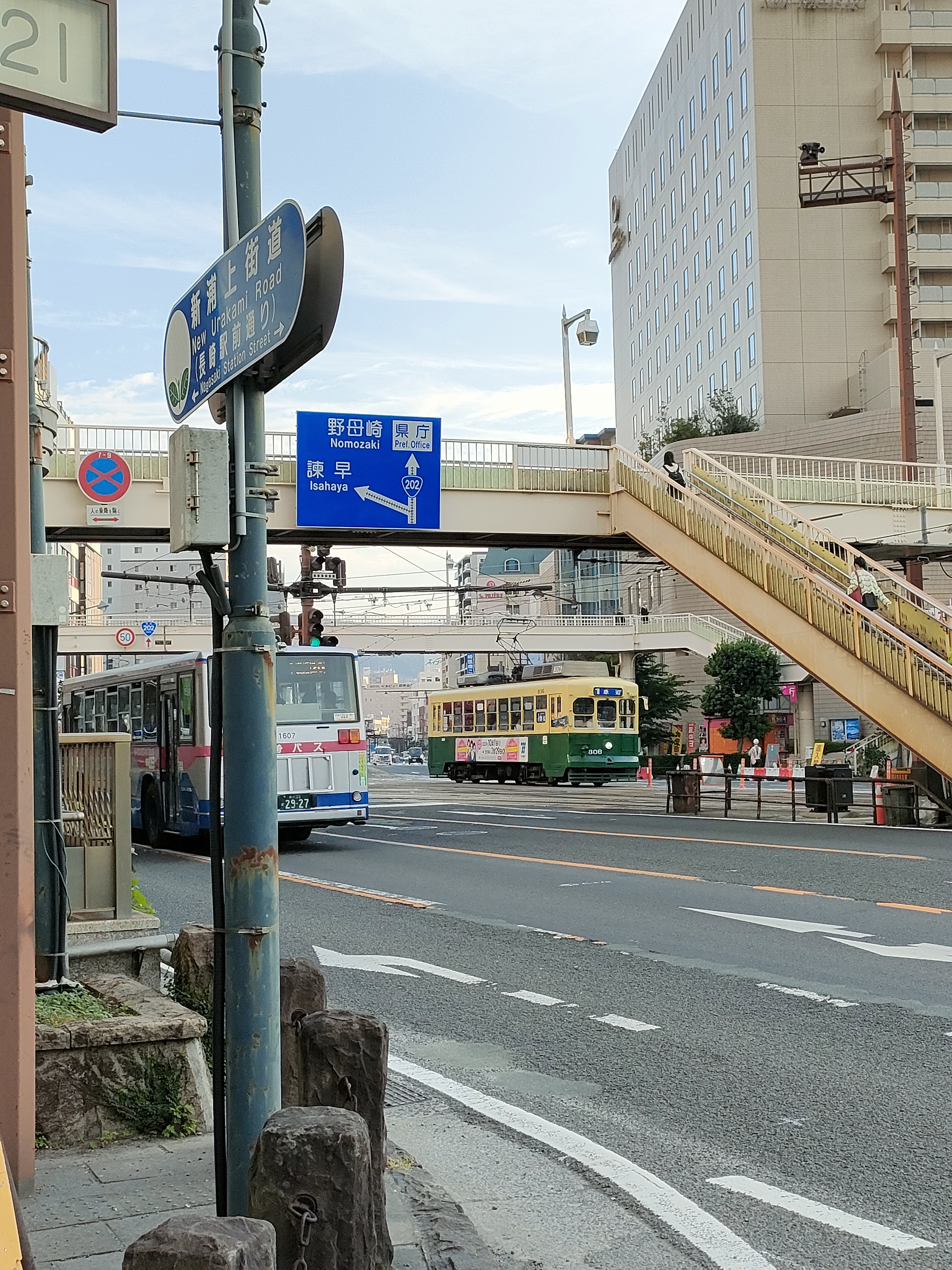
長崎駅前通り。県庁・諫早方面を望む。（2023年）

## 国道202号を題材とした歌曲
福岡市出身のシンガーソングライターであるKANのシングル曲『健全 安全 好青年』のB面および、5thアルバム作品『野球選手が夢だった。』に収められた楽曲『青春国道202』（202は「ツーオーツー」と読ませる）は、KANの青春の舞台であった福岡市内の国道202号を題材にした楽曲で知られる。
福岡県出身のメンバーにより結成されるバンドyonawoの楽曲「202」のタイトルは国道202号に由来する。